# Geneviève Gemayel
Geneviiève Gemayel (Mansoura, 23 de janeiro de 1908 – 2003) foi uma figura política, piloto e artista libanesa. Ela é lembrada pelo papel que desempenhou nos assuntos libaneses como a esposa de Pierre Gemayel, o fundador e líder do Partido Kataeb, e como a mãe de Bashir Gemayel e Amine Gemayel, ambos os quais foram eleitos presidentes do Líbano.

## Biografias
Nascida em Mansoura, Egito, em 23 de janeiro de 1908, Geneviève Gemayel era filha do empresário libanês do algodão e do tabaco Elias Kange Gemayel. Sua grande família com seus 12 filhos mudou-se entre Mansoura, Cairo e Bikfaya, um subúrbio de Beirute, onde passavam os verões na casa da família. Ela foi educada em uma escola católica romana em Mansoura, onde se destacou em matemática e artesanato. Ela também gostava de tocar piano, fotografia e arte, aprendendo a pintar com César Gemayel, um importante pintor libanês. Ela se tornou uma pintora talentosa, exibindo seu trabalho em shows egípcios e recebendo um prêmio do Rei Fuad.
Quando ela tinha 16 anos, Gemayel se tornou uma das primeiras mulheres no Oriente médio a receber uma carteira de motorista. Quando ela tinha 20 anos, ela foi a primeira mulher árabe a pilotar um avião.
Em 1934, Geneviève Gemayel casou-se com seu primo, Pierre Gemayel, na residência da família em Bikfaya. Dois anos depois, seu marido fundou o Partido Kataeb, após o qual a família se envolveu profundamente na política libanesa pelo resto de suas vidas. Embora sempre se comportasse discretamente, Geneviève Gemayel permaneceu um membro do partido, sempre pronta para ajudar recebendo e entretendo os muitos visitantes que vinham ver seu marido e depois seus filhos. Ela é lembrada por permanecer serena quaisquer que sejam as crises que atingem a família ou o país.
O casal tinha dois filhos e quatro filhas, todos educados com atenção pela mãe, que cuidava da educação e do lazer. Enquanto as meninas eram educadas para serem boas esposas e mães, os meninos eram treinados para a vida política. Bashir, o filho mais novo, foi eleito presidente em 1982, mas foi assassinado antes de assumir o cargo. Geneviève Gemayel sofreria outro luto doloroso com a morte de seu marido dois anos depois, em agosto de 1984. Ela vestiu preto pelo resto de sua vida.
Após a morte de seu marido, Geneviève Gemayel retirou-se para seu apartamento em Dora. Ela morreu em 18 de março de 2003. Depois de um funeral na Catedral de São Jorge de Beirute com a presença de dignitários nacionais e estrangeiros, ela foi enterrada na tumba da família em Bikfaya em 19 de março.